# Young Animal
Young Animal (jap. ヤングアニマル) – magazyn ukazujący się w Japonii. Zawiera głównie mangi gatunku seinen oraz fotografie skąpo odzianych kobiet. Jest wydawany dwa razy w miesiącu w formacie B5 przez firmę Hakusensha.
Magazyn ukazał się po raz pierwszy w 1989 roku jako Animal House, w 1992 został przemianowany na Young Animal.

## Niektóre mangi wydawane przez Young Animal
- Berserk (Kentaro Miura)
- Ai yori aoshi (Kou Fumizuki)
- Detroit Metal City